# Грамадна
Грамадна (грч. Ευκαρπία, Ефкарпија) је насељено место у општини Кукуш у периферији Средишња Македонија, Грчка. Према попису из 2021. године било је 415 становника.
Према бугарском географу и историчару, Василу Канчову, у Грамадни је 1900. године живело 600 Словена хришћана. Током Другог балканског рата грчка војска је запалила село а становништво је протерано. После рата ту су биле смештене гркоманске породице из околине Струмице, које су се после 1920. вратиле у своја села. Потом су насељене грчке избегличке породице из Турске. На попису из 1928. године Грамадна је имала 596 становника. 
.